# 15.ª Divisão de Infantaria (Alemanha)
A 15ª Divisão de Infantaria foi uma divisão da Alemanha na Segunda Guerra Mundial, tornando-se parte do exército permanente em 1939.

## Linhagem
- Wehrgauleitung Würzburg
- Artillerieführer V
- 15ª Divisão de Infantaria

## Área de Operações
- Alemanha (Setembro 1939 - junho de 1941)
- Frente Oriental, Setor Central (Junho de 1941 - Abril 1942)
- França (Abril 1942 - Fevereiro 1943)
- Frente Oriental, Setor Sul (Fevereiro 1943 - Agosto 1944)
- Hungria (Outubro 1944 - Fevereiro 1945)
- Checoslováquia (Fevereiro 1945 - maio de 1945)

## História
A 15ª Divisão de Infantaria foi formada em outubro de 1934, em Würzburg. Era originalmente conhecida como Wehrgauleitung Würzburg. Pouco tempo depois de a unidade ter sido criada, foi dado o nome de Artillerieführer V.
As unidades regimentais desta divisão foram formados pela expansão da 13. (Württemburgisches) Infanterie Regiment da 5ª Divisão do Reichswehr. As tropas da 15ª Divisão de Infantaria constaram parcialmente na região de Main-Franconia, onde permaneceram após a Anschluss em 1938, que incluiu o território da Áustria ao território da Alemanha.
Com o anúncio formal da criação da Wehrmacht em 15 de outubro de 1935, o nome Artillerieführer V foi abandonado e esta unidade se tornou oficialmente conhecida como 15ª Divisão de Infantaria.
A 15ª Divisão de Infantaria não tomou parte na Campanha da Polônia, já que durante as operações estava situada ao longo da Frente Ocidental na Região de Saar entre Saarlautern e Saarbrucken. Embora a Frente Ocidental era na maior parte do tempo quieta a Wehrmacht tomava parte em operações na Polônia, os franceses fizeram, de fato, uma operação limitada e de pouco sucesso numa ofensiva contra a fronteira alemã, que conseguiram ocupar cerca de 200 km do território alemão e 50 aldeias alemãs. Esta foi a Ofensiva Saar lançada pelos franceses que iniciou no dia 7 de Setembro de 1939.
Os franceses atacaram as linhas alemãs do 1º Exército em um arco ao sul de Saarbrucken, ocupando o Warndt, entre outras áreas. Quando os franceses lançaram o seu ataque contra as unidades alemãs, estas voltaram para a Linha Siegfried, no Norte, ao longo do rio Saar e os francês rapidamente desistiram de tomar o terreno. Porém, logo após a ofensiva ser lançado os franceses começaram a perceber a futilidade da exploração em território alemão.
Devido a um pobre planejamento e uma falta de espírito ofensivo dos franceses foi impedida uma maior ofensiva. E em poucas semanas as unidades alemãs retomaram grande parte do terreno que haviam perdido inicialmente. Durante estas operações a 15ª Divisão de Infantaria esteve envolvida diretamente, inicialmente puxa de volta para o rio Sarre devido ao avanço francês e logo após ao avançar novamente para reocupar seu terreno perdido.
Quando os alemães atacaram França, em 10 de maio de 1940, a Divisão foi transferida do 1º Exército para o setor do 16º Exército, estando na época do ataque na reserva. Tão logo o 16º Exército foi empurrado para Luxemburgo, a 15ª Divisão de Infantaria começou a avançar, e até a noite do dia 11 já tinha atravessado completamente Luxemburgo. No dia 12 de maio, a 15ª Divisão estava na linha de frente na região de Virton, na Bélgica, e ficou sob o comando do XIII Corpo de Exército até o dia 25, quando foi transferida para o setor do 2º Exército, chegando na segunda posição, ao longo do Rio Aisne em 1 de junho.
Em 9 de junho, ele atacaram a região de Aisne diretamente contra a 45a Divisão de Infantaria francesa, onde foram detidos até que os francês foram sendo retirados gradualmente. E então são movidos ao longo do rio Vesle, do rio Marne e finalmente o rio Aube na região de Vinets. Em 18 de junho chegaram ao longo do rio Loire e mais uma vez esmagaram o que havia restado das defesas francesas. A 15ª Divisão de Infantaria terminou a campanha contra a França estacionados ao redor de Nevers, ao longo do rio Loire, no centro da França.
Entre julho de 1940 e julho de 1941, a Divisão estava na região de Dijon, na França sob o comando do 12º Exército. Em julho de 1941, foi transferida para a Frente do Leste, onde a maior parte da Wehrmacht tinha ultrapassado a fronteira soviética. A 15ª Divisão chegou à frente e ficou sob o controle do Heeresgruppe Mitte. Avançaram ao norte de Minsk para a região de Mogilew onde entraram em combate contra as tropas soviéticos. Em seguida, tomou parte no ataque e na defesa na luta contra o Jelna Bend em Tokarewo e entre Ustrom e o Rio Dniepre.
Pouco tempo depois, lutaram próximo de Wjasma e avançaram em direção a Nara e tomaram parte nas lutas defensivas próximo a Tarutino e Iklinskoje. Após lutaram em Schanja onde mais tarde combateram na defensiva em combates na região de Wjasma entre o começo de 1942 e Abril daquele ano, quando foram transferidos de volta para a França para descansar e ser remontada.
A divisão permaneceu na França durante até final de 1942 na região de Bordeaux em operações de defesas costeiras entre Girondemundung e Loire.
A 15ª Divisão de Infantaria foi novamente transferida para a Frente Oriental em 9 de Fevereiro de 1943. Em 18 de Fevereiro, a divisão participou de fortes combates a oeste do Donets como um componente do 4º Exército Panzer. Ela sofreu perdas durante a Batalha de Dnepropetrovsk, no verão de 1943 e mais tarde, participou das batalhas na defensiva ao sul da Ucrânia. Em agosto de 1944, a divisão foi cercada oeste de Dnestr e sofreu pesadas baixas até conseguir romper o cerco.
Praticamente destruída em Chişinau, Romênia, a divisão recebeu reforços no mês de outubro de 1944 de outras unidades que tiveram um fim semelhante ao dela. Dentre estas unidades estavam as 302ª Divisão de Infantaria, 384ª Divisão de Infantaria, 370ª Divisão de Infantaria, 282ª Divisão de Infantaria e 376ª Divisão de Infantaria. A divisão retornou para o fronte para ajudar a conter o avanço soviético na Hungria no mesmo mês.
Destruída novamente e com apenas uma pequena parte de sua antiga formação, a divisão foi cercado ao leste de Praga, nos arredores de Deutsch Brod, onde se entregou ao Exército Soviético em maio de 1945.

## Comandantes
- Generalleutnant Friedrich Wilhelm (Fritz) Brandt (15 Outubro 1935 - 31 Março 1936)
- Generalleutnant Emil Leeb (01 Abril 1936 - 01 Abril 1939)
- Generalleutnant Walter Beschnitt (1 Abril 1939 - 6 Outubro 1939)
- General de Artilharia Ernst-Eberhard Hell (6 Outubro 1939 - 17 de junho de 1940)
- General de Infantaria Friedrich-Wilhelm von Chappuis (17 de Junho de 1940 - 12 Agosto 1940)
- General de Artilharia Ernst-Eberhard Hell (12 Agosto 1940 - 8 Janeiro 1942)
- Generalmajor Bronislaw Pawel (11 Janeiro 1942 - 23 Janeiro 1942)
- Generalmajor Alfred Schreiber (23 Janeiro 1942 - 3 Fevereiro 1942)
- General de Infantaria Erich Buschenhagen (18 de Junho de 1942 - 20 Novembro 1943)
- Generalmajor Rudolf Sperl (20 Novembro 1943 -? Agosto 1944)
- Generalmajor Ottomar Babel (14 Agosto 1944 - 05 Setembro 1944) (MIA)
- Generalmajor Hans Längenfelder (? Outubro 1944 - 8 de maio de 1945)

Notas: O Oberst Ottomar Babel foi dado como desaparecido em ação em 5 de Setembro de 1944. Ele foi posteriormente declarado morto em 31 de dezembro de 1945. Ele foi promovido postumamente a patente de General.

## Oficiais de Operações
- Oberstleutnant Anton Dostler (15 Oct 1935 - 01 Abril 1937)
- desconhecido (1 Abril 1937 - 1939)
- Oberstleutnant Hans von Linstow (1939 - Fevereiro 1940)
- Major Werner Ranck (Fevereiro 1940 - Janeiro 1941)
- Oberstleutnant Karl-Richard Koßmann (15 Janeiro 1941 - 14 Janeiro 1942)
- Oberstleutnant Wilhelm Willemer-Brösen (14 Jan 1942 - 30 Março 1944)
- Oberstleutnant Harald Helms (30 Março 1944 - 24 Agosto 1944)
- Oberstleutnant Wilfried von Sobbe (5 Outubro 1944 - 15 Outubro 1944)
- Oberstleutnant Fritz Borrmann (15 Outubro 1944 - 1945)

## Organização

### Organização Geral
- Regimento de Infantaria 81
- Regimento de Infantaria 88
- Regimento de Infantaria 106
- Regimento de Artilharia 15
- Aufklärungs-Abteilung 15
- Panzerjäger-Abteilung 15
- Pionier-Abteilung 15
- Nachrichten-Abteilung 15

### 1939
- Regimento de Infantaria 81
- Regimento de Infantaria 88
- Regimento de Infantaria 106
- Aufklärungs-Abteilung 15
- Regimento de Artilharia 51
- I./Regimento de Artilharia 15
- II./Regimento de Artilharia 15
- III./Regimento de Artilharia 15
- I./Regimento de Artilharia 51
- Beobachtungs-Abteilung 15
- Pionier-Bataillon 15
- Panzerabwehr-Abteilung 15
- Nachrichten-Abteilung 15
- Feldersatz-Bataillon 15
- Versorgungseinheiten 15

Notas: O pessoal do Regimento de Artilharia 51 foi redesignado para o Regimento de Artilharia 15 em 21 de Janeiro de 1941. A III Abteilung tinha sido originalmente componente do Regimento de Artilharia 15 no período pré-guerra. O regimento I. /Regimento de Artilharia 51, foi atribuído como o schwere Abteilung mediante mobilização.
A Beobachtungs-Abteilung 15 foi liberada da divisão em 1939 e designada Heerestruppe.

### 1942
- Regimento Granadeiro 81
- Regimento Granadeiro 88
- Regimento Granadeiro 106
- Radfahr-Abteilung 15
- Artillerie-Regiment 15
- I. Abteilung
- II. Abteilung
- III. Abteilung
- I./Regimento de Artilharia 51
- Pionier-Bataillon 15
- Panzerjäger-Abteilung 15
- Nachrichten-Abteilung 15
- Feldersatz-Bataillon 15
- Versorgungseinheiten 15

### 1943-1945
- Regimento Granadeiro 81
- Regimento Granadeiro 88
- Grenadier-Regiment 106
- Füsilier-Bataillon 15
- Artillerie-Regiment 15
- I. Abteilung
- II. Abteilung
- III. Abteilung
- I./Artillerie-Regiment 51
- Pionier-Bataillon 15
- Panzerjäger-Abteilung 15
- Nachrichten-Abteilung 15
- Feldersatz-Bataillon 15
- Versorgungseinheiten 15

Notas: O I./Regimento de Artilharia 51 foi reformado como IV./Regimento de Artilharia 15 em Agosto de 1944.

## Serviço de guerra
| Data            | Corpo             | Exército           | Grupo do Exército | Área                   |
| --------------- | ----------------- | ------------------ | ----------------- | ---------------------- |
| Set39 - Out 39  | XII               | 1º Exército        | C                 | Saarpfalz              |
| Dez 39          | Reserva           | 16º Exército       | A                 | Saarpfalz              |
| Jan 40 - Mai 40 | Reserva           | 16º Exército       | A                 | Trier, Luxemburgo      |
| Jun 40          | VI                | 2º Exército        | A                 | França (Reims, Nevers) |
| Jul 40 - Ago 40 | XXVII             | 12º Exército       | C                 | França (Dijon área)    |
| Set 40 - Out 40 | XXVII             | 1º Exército        | C                 | França (Dijon área)    |
| Nov 40 - Jun 41 | XXVII             | 1º Exército        | D                 | França (Dijon área)    |
| Jul 41          | XXXV              | Reserva OKH        | Mitte             | Minsk, Mogilev         |
| Ago 41          | XXXXVI            | 2. Panzergruppe    | Mitte             | Smolensk               |
| Set 41          | IX                | 4º Exército        | Mitte             | Jelnja                 |
| Out 41          | XX                | 4º Exército        | Mitte             | Vyasma                 |
| Nov 41 - Dez 41 | XII               | 4º Exército        | Mitte             | Moscou                 |
| Jan 42          | XX                | 4º Exército        | Mitte             | Juchnow                |
| Fev 42          | XX                | 4º Exército Panzer | Mitte             | Gshatsk                |
| Mar 42          | VII               | 4º Exército Panzer | Mitte             | Gshatsk                |
| Abr 42          | V                 | 4º Exército Panzer | Mitte             | Gshatsk                |
| Mai 42          | Reserva           | 7º Exército        | D                 | França                 |
| Jun 42 - Fev 43 | LXXX              | 1º Exército        | D                 | França (La Rochelle)   |
| Mar 43          | LVII              | 4º Exército Panzer | Süd               | Kharkov                |
| Abr 43 - Set 43 | LVII              | 1º Exército Panzer | Süd               | Donez, Isyum           |
| Out 43 - Nov 43 | XXX               | 1º Exército Panzer | Süd               | Krivoi Rog             |
| Dez 43          | LVII              | 1º Exército Panzer | Süd               | Krivoi Rog             |
| Jan 44          | XXX               | 6º Exército        | Süd               | Krivoi Rog             |
| Fev 44          | LVII              | 6º Exército        | Süd               | Krivoi Rog             |
| Mar 44          | XXIX              | 6º Exército        | A                 | Uman                   |
| Abr 44 - Jul 44 | XXX               | 6º Exército        | Südukraine        | Kishinev               |
| Ago 44          | --                | --                 | --                | desconhecido           |
| Out 44          | II. Corpo Húngaro | 8º Exército        | Süd               | Norte da Hungria       |
| Nov 44          | Reserva           | 8º Exército        | Süd               | Norte da Hungria       |
| Dez 44          | XXIX              | 8º Exército        | Süd               | Norte da Hungria       |
| Jan 45 - Mar 45 | XXIX              | 8º Exército        | Süd               | Eslováquia (Tatra)     |
| Abr 45          | XXIX              | 1º Exército Panzer | Mitte             | Sillein                |
| Mai 45          | XXIV              | 1º Exército Panzer | Mitte             | Mähren                 |